# Channel V
Channel [V] este numele unui canal de televiziune deținut de compania STAR TV. Acesta emite în țări ca Australia, China, Coreea de Sud, Filipine, India, Taiwan sau Thailanda.